# Liste de sondages sur l'élection présidentielle américaine de 2024
Pour un article plus général, voir Élection présidentielle américaine de 2024.
Cette page dresse la liste des sondages d'opinions à échelle nationale relatifs à l'élection présidentielle américaine de 2024. Il reprend une série d'enquêtes menées à l'échelle nationale ainsi que dans des États pris individuellement. Certains États n'ont pas été interrogés mais davantage d'enquêtes ont été conduites dans les swing states, les États indécis susceptibles de basculer d'un camp à l'autre.

## Sondages nationaux

### Hypothèse Harris
Les données ci-dessous sont à jour du 3 novembre 2024.

#### Harris vs. Trump
| Institut                  |                    |                     | Marge         |
| Institut                  | Harris (Démocrate) | Trump (Républicain) | Marge         |
| ------------------------- | ------------------ | ------------------- | ------------- |
| Institut                  |                    |                     | Marge         |
| Race to the WH            | 48,8 %             | 47,4%               | Harris +1,4 % |
| RealClearPolitics         | 48,7 %             | 48,6 %              | Harris +0,1 % |
| Decision Desk HQ/The Hill | 48,4 %             | 48,4 %              | Egalité       |
| 270 to win                | 48,4 %             | 47,2 %              | Harris +1,2%  |
| 538                       | 48 %               | 46,8 %              | Harris +1,2 % |
| Silver Bulletin           | 48,6 %             | 47,6 %              | Harris +1 %   |

### Hypothèse Harris et Kennedy
Les données ci-dessous ne sont plus mises à jour depuis l'annonce du retrait de Robert Francis Kennedy Jr. le 23 août 2024.

#### Harris vs. Trump vs. Kennedy
| Institut                  |                    |                     |                       | Marge         |
| Institut                  | Harris (Démocrate) | Trump (Républicain) | Kennedy (Indépendant) | Marge         |
| ------------------------- | ------------------ | ------------------- | --------------------- | ------------- |
| Institut                  |                    |                     |                       | Marge         |
| Decision Desk HQ/The Hill | 48.8 %             | 43,9 %              | 2,9 %                 | Harris +4,9 % |
| 538                       | 47,2 %             | 43,7 %              | 4,4 %                 | Harris +3,5 % |
| Silver Bulletin           | 46,9 %             | 44,4 %              | 4 %                   | Harris +2,5 % |

#### Harris vs. Trump vs. Kennedy vs. Stein vs. West
| Institut          |                    |                     |                       |              |                    | Marge         |
| Institut          | Harris (Démocrate) | Trump (Républicain) | Kennedy (Indépendant) | Stein (Vert) | West (Indépendant) | Marge         |
| ----------------- | ------------------ | ------------------- | --------------------- | ------------ | ------------------ | ------------- |
| Institut          |                    |                     |                       |              |                    | Marge         |
| RealClearPolitics | 46,4 %             | 44,4 %              | 5,0 %                 | 0,8 %        | 0,6 %              | Harris +2,0 % |

### Hypothèse Biden
Les données ci-dessous ne sont plus mises à jour depuis l'annonce du retrait de Joe Biden le 21 juillet 2024.

#### Biden vs. Trump
| Institut                  |                   |                     | Marge        |
| Institut                  | Biden (Démocrate) | Trump (Républicain) | Marge        |
| ------------------------- | ----------------- | ------------------- | ------------ |
| Institut                  |                   |                     | Marge        |
| Race to the WH            | 44,0 %            | 46,0 %              | Trump +2,0 % |
| RealClearPolitics         | 44,8 %            | 47,5 %              | Trump +2,7 % |
| Decision Desk HQ/The Hill | 43,5 %            | 46,0 %              | Trump +2,5 % |
| 270 to win                | 44,3 %            | 46,3 %              | Trump +2,0 % |

#### Biden vs. Trump vs. Kennedy
| Institut                  |                   |                     |                       | Marge        |
| Institut                  | Biden (Démocrate) | Trump (Républicain) | Kennedy (Indépendant) | Marge        |
| ------------------------- | ----------------- | ------------------- | --------------------- | ------------ |
| Institut                  |                   |                     |                       | Marge        |
| RealClearPolitics         | 39,5 %            | 43,0 %              | 12,3 %                | Trump +3,5 % |
| Decision Desk HQ/The Hill | 39,2 %            | 41,9 %              | 8,3 %                 | Trump +2,7 % |
| 538                       | 40,2 %            | 43,5 %              | 8,7 %                 | Trump +3,2 % |

#### Biden vs. Trump vs. Kennedy vs. West
| Institut       |                   |                     |                       |                    | Marge        |
| Institut       | Biden (Démocrate) | Trump (Républicain) | Kennedy (Indépendant) | West (Indépendant) | Marge        |
| -------------- | ----------------- | ------------------- | --------------------- | ------------------ | ------------ |
| Institut       |                   |                     |                       |                    | Marge        |
| Race to the WH | 40,0 %            | 42,5 %              | 8,8 %                 | 1,6 %              | Trump +2,5 % |